# 刘弘政
劉弘政（？—955年7月13日），十国南漢初代高祖皇帝劉龑的第十八子。
南漢高祖劉龑有19子，劉弘政为第十八子。生母不詳。大有五年（932年），劉弘政被封为通王。劉龑的第四子南汉第三代皇帝中宗劉晟即位。乾和十三年（955年），劉弘政担任祯州刺史。同年夏天六月廿一被中宗所杀。高祖的19个儿子，除了早死的刘耀枢、刘龟图还有阵亡的刘弘操，其他的15人从此全被中宗劉晟杀死。